# Epholca fractisriga
Epholca fractisriga, descrita inicialmente como Epifidonia fractisriga, es una especie de polillas de la familia Geometridae, descrita por primera vez por el lepidopterólogo ruso Sergei Nikolaevich Alphéraky en 1892, con distribución en China.